# Samsung Galaxy A01
Samsung Galaxy A01 — смартфон початкового рівня, розроблений Samsung Electronics, що входить до серії Galaxy A. Був анонсований 17 грудня 2019 року. Також 2 червня 2020 року був представлений Samsung Galaxy M01, що відрізняється від Galaxy A01 більшою батареєю.

## Дизайн
Екран виконаний зі скла. Корпус виконаний з матового пластику.
Знизу знаходяться роз'єм microUSB та мікрофон. Зверху розташований 3.5 мм аудіороз'єм. З лівого боку розташовані кнопки регулювання гучності та слот під 2 SIM-картки або 1 SIM-картку і карту пам'яті формату microSD до 512 ГБ. З правого боку розміщена кнопка блокування смартфона. Ззаду розташовані блок камери з LED-спалахом та динамік.
Смартфони продавалися в 3 кольорах: чорному, синьому та червоному.

## Технічні характеристики

### Апаратне забезпечення

#### Платформа
Смартфон отримав процесор Qualcomm Snapdragon 439 та графічний процесор Adreno 505.

#### Акумулятор
Galaxy A01 отримав акумуляторну батарею об'ємом 3000 мА·год, а M01 — 4000 мА·год.

#### Камера
Смартфони отримали основну подвійну камеру 13 Мп, f/2.2 (ширококутний) + 2 Мп, f/2.4 (сенсор глибини) з автофокусом та здатністю запису відео в роздільній здатності 1080p@30fps. Фронтальна камера отримала роздільність 5 Мп, діафрагму f/2.2 та здатність запису відео в роздільній здатності 720p@30fps.

#### Екран
Екран PLS TFT LCD, 5.7", HD+ (1520 × 720) зі щільністю пікселів 294 ppi, співвідношенням сторін 19:9 та Infinity-V (краплеподібним) вирізом під фронтальну камеру.

#### Пам'ять
Galaxy A01 продавався в комплектаціях 2/16 та 2/32 ГБ. В Україні офіційно продавалася лише версія на 2/16 ГБ.
Galaxy M01 продавався в комплектації 3/32 ГБ.

### Програмне забезпечення
Смартфон був випущений на One UI 2.1 на базі Android 10. Був оновлений до One UI 3.1 на базі Android 11.